# Tang Jinhua

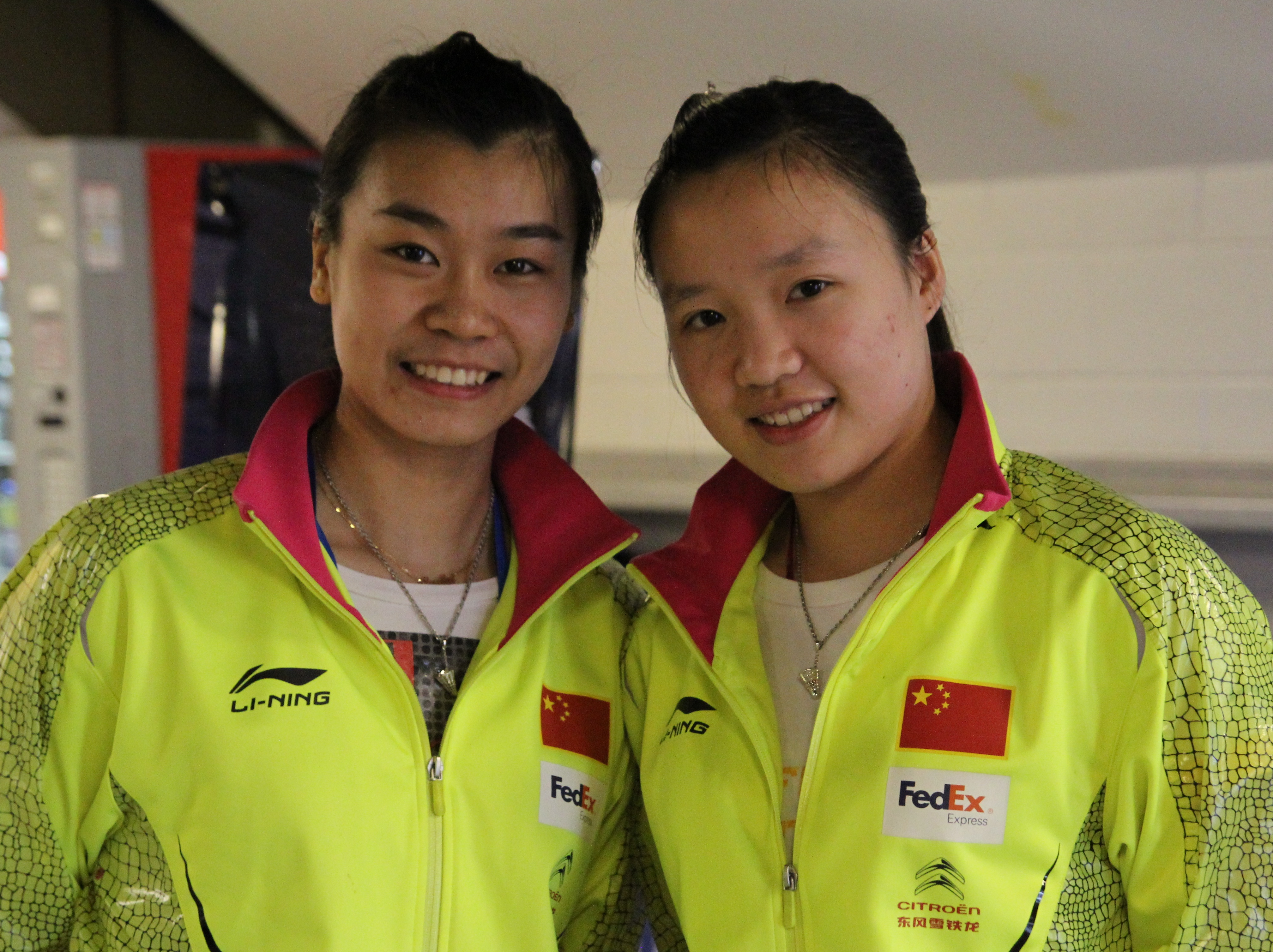
Xia Huan und Tang Jinhua, 2012

Tang Jinhua (chinesisch 湯金華 / 汤金华, Pinyin Tāng Jīnuá, * 8. Januar 1992 in Nanjing) ist eine chinesische Badmintonspielerin.

## Karriere
Tang Jinhua wurde 2009 Juniorenweltmeisterin im  Damendoppel mit Xia Huan. Die Juniorenasienmeisterschaften 2009 und 2010 gewannen beide ebenfalls. Bei den Vietnam Open 2010 feierten beide ihren ersten großen Erfolg bei den Erwachsenen. Dort drangen sie bis ins Finale vor, unterlagen dann jedoch ihren Landsleuten Ma Jin und Zhong Qianxin knapp in drei Sätzen. Bei den China Masters 2010 wurde Tang Jinhua Fünfte im Damendoppel mit Xia Huan.

## Sportliche Erfolge
| Saison | Veranstaltung               | Disziplin   | Platz | Name                      |
| ------ | --------------------------- | ----------- | ----- | ------------------------- |
| 2009   | Junioren-Asienmeisterschaft | Damendoppel | 1     | Tang Jinhua / Xia Huan    |
| 2009   | Junioren-Weltmeisterschaft  | Damendoppel | 1     | Tang Jinhua / Xia Huan    |
| 2010   | Junioren-Asienmeisterschaft | Damendoppel | 1     | Tang Jinhua / Xia Huan    |
| 2010   | Vietnam Open                | Damendoppel | 2     | Tang Jinhua / Xia Huan    |
| 2010   | China Masters               | Damendoppel | 5     | Tang Jinhua / Xia Huan    |
| 2010   | India Open Grand Prix       | Mixed       | 1     | Liu Peixuan / Tang Jinhua |
| 2012   | Thailand Open               | Mixed       | 1     | Tao Jiaming / Tang Jinhua |
| 2012   | Denmark Open                | Damendoppel | 1     | Ma Jin / Tang Jinhua      |
| 2012   | French Open                 | Damendoppel | 1     | Ma Jin / Tang Jinhua      |